# Coreia do Sul nos Jogos Olímpicos de Verão de 1964
A Coreia do Sul competiu nos Jogos Olímpicos de Verão de 1964, realizados em Tóquio, Japão.